# Danny Gürtler

Danny Gürtler

Danny Gürtler (* 8. Juli 1875 in Darmstadt; † 30. April 1917 in Lichtenberg bei Berlin; bürgerlicher Name: Georg Daniel Gürtler) war ein deutscher Kabarettist, Lyriker, Schauspieler und Filmschauspieler. Er publizierte auch unter dem Pseudonym Walter Emil Diller.

## Leben
Am 5. Januar 1902 spielte Gürtler die Titelrolle in der Uraufführung von Georg Büchners Stück Dantons Tod an der Volksbühne Berlin. Er war dann als Burgschauspieler in Wien tätig, bevor er von Paul Lindau an das Deutsche Theater mit „eintägiger Kündigung“ engagiert wurde. 1913 wurde er – mindestens zum zweiten Mal nach 1911 – in eine psychiatrische Anstalt eingeliefert. Gürtler starb geistig umnachtet in der Irrenanstalt Herzberge in (Berlin-)Lichtenberg. Vom Landgericht in Stuttgart wurde Gürtler wegen Religionsvergehen zu einem Monat Gefängnis verurteilt.
Gürtler hatte drei Kinder: Daniel, geboren am 1. Juni 1903, starb bereits zwei Tage nach der Geburt. Nochmals: Daniel, geboren am 5. November 1904, seine Spur verliert sich während des Zweiten Weltkriegs. Julius Erich Gürtler, geboren 7. Oktober 1905, gestorben am 6. Februar 1997.

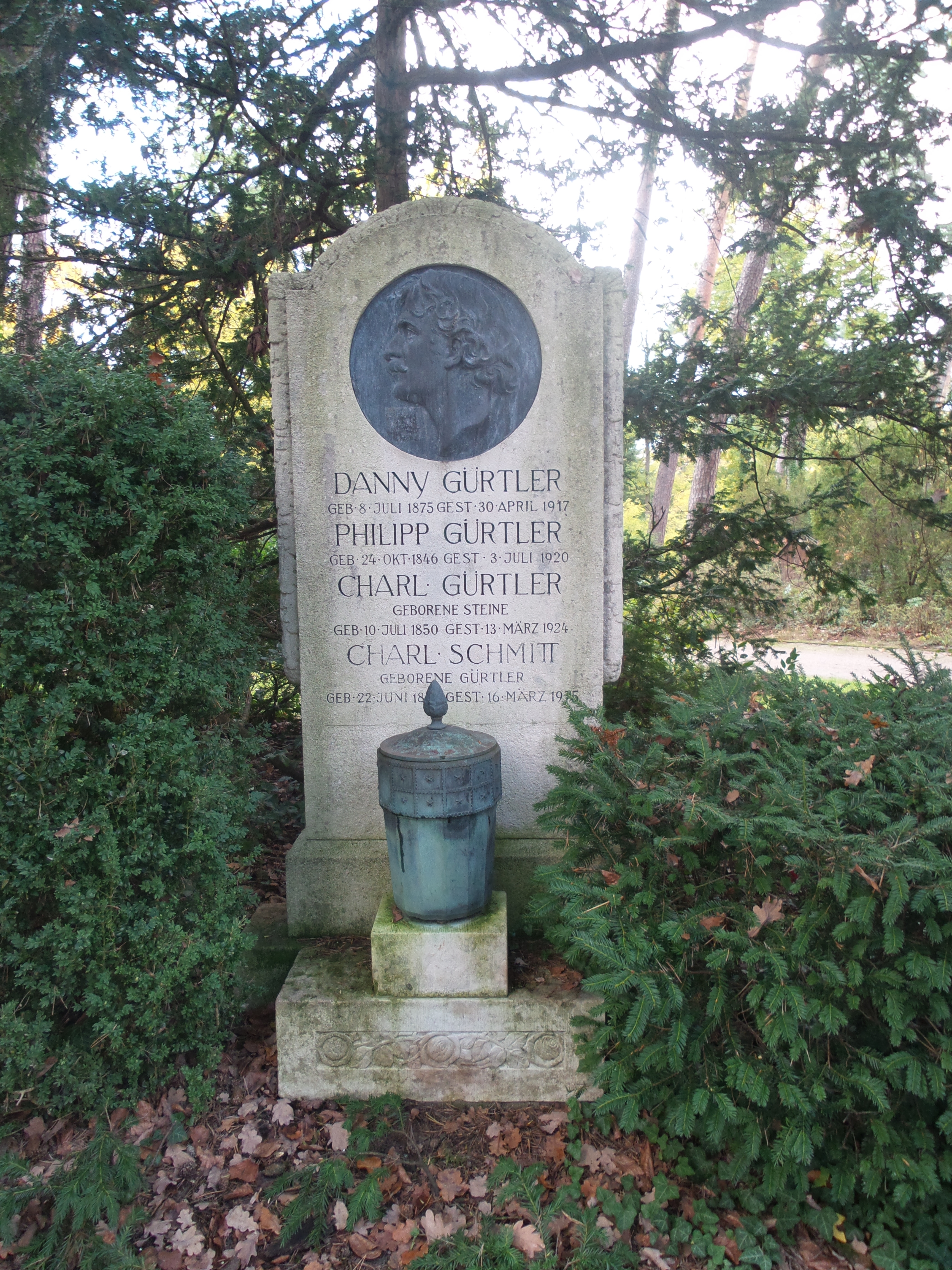
Grab von Danny Gürtler

Danny Gürtler wurde auf dem Waldfriedhof Darmstadt (Grabstelle: L 4a 12) bestattet. Sein Grab ist ein Ehrengrab.
Nach seinem Tod trat ein Schauspieler als „Danny Gürtler d. J.“ im Berliner Kabarett Schall und Rauch und in mehreren Filmen auf. Eventuell handelte es sich dabei um den 1904 geborenen Sohn?

## Filmografie (Auswahl)
Gürtler wirkte in drei sogenannten „Tonbildern“ der Deutsche Mutoskop- und Biograph-GmbH mit:
- 1908: Kabarett-Entré[10]
- 1908: Holzhacker[11]
- 1908: Waldhochzeit[12]

ferner in einem französischen Spielfilm der Gaumont:
- 1914: Die beiden alten Jungfern[13]

## Tondokumente
Danny Gürtler hinterließ wenige seltene Schallplatten der Marke Homophon (Berlin 1905–06), aus derselben Zeit stammen einige Edison-Walzen.
Der Katalog des Musikarchivs an der DNB zählt 6 Titel von Gürtler auf:
Edison Goldguss Walzen
15 280 Die Vogelhochzeit (Gürtler):  Danny Gürtler mit Orchester [Leitung Max Büchner], aufgen. 190
15 281 Hirtenlied (mit Schalmei): Danny Gürtler
15 311 Waldhochzeit: Danny Gürtler mit Orchester [Leitung Max Büchner], aufgen. 1905
Schallplatten Homokord
Nr. 1353 [im wax: 1353 ; D21U ; 8 4 8A]  Der Steuermann: Deklamation. Danny Gürtler
Nr. 1332 [im wax: 1332 ; 3 4 11A ; D21U ] und spätere Nachpressung als
B.1492 (mx. M 1332) [im wax: A18 1 27] Die Vogelhochzeit. Couplet.: Danny Gürtler mit Orchesterbegleitung.

### Nummern von Gürtler, gesungen von anderen Interpreten
Lyrophon Nr. 787 (mx. 787) Die Vogelhochzeit (Danny Gürtler)
Herm. Wehling, Humorist.
Zonophone Record 17054 / 522 292 (mx. 1146 ak) Waldgebet. Text von Danny Gürtler – Musik von W. E. Rösch. Victor Carlo, Berlin. German. Bass w. Orch.

## Schriften
- König der Boheme. Verlag Stern-Ellreich, Mannheim 1907.
- Selbsterlebnisse im Gefängnis und Irrenhaus, Gedichte und Prosa. Verlag Stern-Ellreich, Mannheim 1912. (200 Seiten)